# Mary Fama
Mary Elizabeth Fama (née Duncan; Windsor, 23 de outubro de 1938 – 6 de julho de 2021) foi uma matemática aplicada neozelandesa que se tornou "uma figura de liderança internacional" na análise de tensões e deformações de rochas e na aplicação dessa análise à mineração. Um método que ela desenvolveu para resolver analiticamente a curva de convergência-confinamento de um túnel de mineração circular tem sido chamado de curva de convergência de Duncan-Fama, método analítico de Duncan-Fama ou solução de Duncan-Fama.

## Formação e carreira
Após a educação precoce em um internato na Escócia, Fama tornou-se aluna do Erskine College, Wellington, onde se destacou em matemática, mas foi destituída de suas honras acadêmicas depois de ser pega se rebelando contra as regras da escola. Obteve um diploma de bacharel na Universidade de Canterbury e um segundo grau de bacharel na Universidade de Oxford.
Retornando à Nova Zelândia, tornou-se pesquisadora do Department of Scientific and Industrial Research (DSIR) em 1962. Em 1964 recebeu uma bolsa Fulbright para a Universidade Harvard, onde completou um PhD em 1967. Em 1968 casou e se mudou com o marido para North Shore (Sydney), e tornou-se professora júnior na Universidade de Sydney. Em 1970 eles voltaram para a Nova Zelândia, e Fama retornou ao seu cargo no DSIR. Ela foi nomeada para a Universidade de Waikato como professora sênior temporária em 1980.
Em 1983 eles voltaram para a Austrália novamente, e Fama tornou-se cientista sênior da Commonwealth Scientific and Industrial Research Organisation (CSIRO) em Brisbane, tornando-se a segunda mulher cientista no centro de Brisbane. Aposentou-se em 2010 e voltou com seu marido para Havelock North, na Nova Zelândia.

## Vida privada
Fama nasceu em 23 de outubro de 1938 em Windsor, Inglaterra, em uma família católica de cinco filhos; seu pai era neozelandês, oficial do exército e oficial do governo. Eles voltaram para a Nova Zelândia quando Fama tinha dez anos, morando na região de Wellington.
Em 1968 conheceu e se casou com o psiquiatra australiano Peter Fama, então trabalhando em Auckland, mas programado para retornar à Austrália. Seu primeiro filho morreu logo após o parto, mas eles tiveram mais três no início da década de 1970, todos os três sofrendo de ataxia de Friedreich, um distúrbio degenerativo genético, e morreram em seus 20 e 30 anos de idade.
Fama sofreu por muitos anos de tuberculose pulmonar, provavelmente contraída na adolescência, mas não diagnosticada até muito mais tarde. Na década de 1980 foi diagnosticada com bronquiectasia. Como complicação de sua tuberculose, ficou cega de um olho em 2013.
Morreu em Hastings (Nova Zelândia) em 6 de julho de 2021.